# فيرنر بيترز
فيرنر بيترز (بالألمانية: Werner Peters)‏ (و. 1918 – 1971 م) هو ممثل، وممثل صوت، من ألمانيا، ولد في مقاطعة ساكسونيا، توفي في فيسبادن، عن عمر يناهز 53 عاماً بسبب نوبة قلبية.

## جوائز
حصل على جوائز منها:
- الجائزة الوطنية لجمهورية ألمانيا الديمقراطية.

## وصلات خارجية
- فيرنر بيترز على موقع IMDb (الإنجليزية)
- فيرنر بيترز على موقع ألو سيني (الفرنسية)
- فيرنر بيترز على موقع أول موفي (الإنجليزية)
- فيرنر بيترز على موقع قاعدة بيانات الأفلام السويدية (السويدية)
- فيرنر بيترز على موقع ديسكوغز (الإنجليزية)
- فيرنر بيترز على موقع قاعدة بيانات الفيلم (الإنجليزية)
- فيرنر بيترز على موقع كينوبويسك (الروسية)